# 가면라이더 아기토 (캐릭터)
가면라이더 아기토(일본어: 仮面ライダーアギト 카멘라이다 아기토[*])는 일본 토에이의 특수촬영 드라마 가면라이더 아기토에 등장하는 히어로의 명칭이다. 츠가미 쇼이치가 변신 벨트 얼터링크를 통해 변신한다. 용(龍)을 모티프로 하고 있다. 머리의 뿔 "크로스 혼"(Cross-Horn)은 그라운드 폼과 트리니티 폼에서 필살기를 사용할 때 전개되는데, 버닝 폼이나 샤이닝 폼일 때에는 전개된 상태가 유지된다. 아카츠키 호에서 "빛"의 힘을 다량으로 쬐었기 때문에 그렇지 않은 인간보다 진화의 속도가 빨라, 이야기가 진행되면서 여러 개의 폼으로 변신할 수 있게 되었다. 아기토는 총이나 채찍과 같이 원거리에서 상대방을 공격하는 무기는 쓰지 않으며, 직접 공격하거나 근접 무기를 사용하는 전투 방식만을 사용한다. 제1화 스토리가 최초 공개되었을 당시에는 "수수께끼의 전사"(일본어: 謎の戦士 나조노 센시[*])로 소개되었다.

## 그라운드 폼
그라운드 폼(영어: Ground form, 일본어: グランドフォーム 그란도 호무[*])은 아기토의 기본 폼이다. 일명 "초월 육체의 금색"(일본어: 超越肉体の金 초에츠 니쿠타이노 킨[*])이라고도 한다. 대지의 힘을 품고 있어 황금색을 띄고 있다. 별도의 무기는 사용하지 않는다. 필살기는 크로스 혼을 전개하여 땅바닥에 생긴 여섯 개의 뿔을 본뜬 에너지를 자신의 오른쪽 발에 모아 목표물을 향해 힘껏 날아서 발을 내지르는 라이더 킥(일본어: ライダーキック 라이다 킷쿠[*])과 머신토네이더 슬라이더 모드(일본어: マシントルネイダースライダーモード 마신토루네이다 스라이다 모도[*]) 상태로 점프하여 고속으로 라이더 킥을 사용하는 라이더 브레이크 (일본어: ライダーブレイク 라이다 부레이쿠[*])이다.

## 스톰 폼
스톰 폼(영어: Storm form, 일본어: ストームフォーム 스토무 호무[*])은 민첩을 위주로 한 폼(일본어: 俊敏形態 슌빈 케이타이[*])이다. 일명 "초월 정신의 푸른색"(일본어: 超越精神の青 초에츠 세이신노 아오[*])이라고도 한다. 바람의 힘을 품고 있어 파란색을 띄고 있다. 왼쪽 팔이 비약적으로 강화되어 바람을 다스리는 능력을 사용할 수 있다. 벨트의 왼쪽에 있는 스위치를 눌러 "스톰 핼버드"(영어: Storm halberd, 일본어: ストームハルバード 스토무 하루바도[*])를 꺼내 무기로 사용한다. 폼 자체의 위력은 약하지만 뛰어난 민첩성과 스톰 핼버드의 긴 타격 거리가 이를 보정해주고 있다. 무기를 가지고 있는 적에 대항하기 위해 스톰 폼을 사용하는 경우가 많으며, 기본적으로 그라운드 폼으로 변신한 다음 스톰 폼으로 체인지하지만 28화에서는 스톰 폼으로 바로 변신하기도 했다. 필살기는 스톰 핼버드의 칼날을 전개하여 위에서 초고속으로 회전하면서 돌풍을 일으켜, 스쳐 지나가면서 목표물을 베는 핼버드 스핀 (일본어: ハルバードスピン 하루바도 스핀[*])과 머신토네이더 슬라이더 모드에서 점프해 초고속으로 돌격해 스톰 핼버드로 적을 꿰뚫는 핼버드 브레이크 (일본어: ハルバードブレイク 하루바도 부레이쿠[*])이다.

## 플레임 폼
플레임 폼(영어: Flame form, 일본어: フレイムフォーム 후레이무 호무[*])은 강력한 힘을 위주로 한 폼(일본어: 剛力形態 고리키 케이타이[*])이다. 일명 "초월 감각의 붉은색"(일본어: 超越感覚の赤 초에츠 칸카쿠노 아카[*])이라고도 한다. 불의 힘을 품고 있어 붉은색을 띄고 있다. 오른쪽 팔이 비약적으로 강화되어 불을 다스리는 능력을 사용할 수 있다. 벨트의 오른쪽에 있는 스위치를 눌러 "플레임 사브르"(일본어: フレイムセイバー 후레이무 세이바[*])를 꺼내 무기로 사용한다. 힘의 상승과 지각의 예민화를 중시하는 폼으로, 고속으로 움직이는 적이나 모습을 바꾼 적에게 대항하기 위해 사용한다. 이동 속도나 도약력은 뒤떨어지지만, 칼의 정확함이 이를 보정해주고 있다. 필살기는 날밑(鍔)의 각을 전개시킨 플레임 사브르로 적을 일도양단하는 세이버 스플래시(일본어: セイバースラッシュ 세이바 스프랏슈[*])와 세이버 브레이크(일본어:  セイバーブレイク 세이바 부레이쿠[*])

## 트리니티 폼
트리니티 폼(영어: Trinity form, 일본어: トリニティフォーム 토리니티 호무[*])은 그라운드 폼을 베이스로, 왼쪽에는 스톰 폼, 오른쪽에는 플레임 폼의 형태를 갖추고 있는 폼이다. 일명 "삼위일체의 전사" (일본어: 三位一体の戦士 산이잇타이노 센시[*])라고도 한다. 스톰 폼과 플레임 폼의 능력을 모두 갖추고 있으며, 스톰 핼버드와 플레임 사브르를 모두 사용할 수 있다. 그라운드 폼을 베이스로 하고 있지만 플레임 폼에서도 변신이 가능하다. 쇼이치가 다시 기억을 상실해버린 후 봉인당하고 말았다. 이야기 종반에 쇼이치가 기억을 완전히 되찾아, 트리니티 폼으로 변신이 가능해졌지만, 이미 샤이닝 폼이 등장하여 쓰지 않게 되었다. 필살기는 양 끝의 칼날을 전개시킨 스톰 핼버드와 날밑의 장식을 전개시킨 플레임 사브르로 적을 베는 파이어 스톰 어택(일본어: ファイヤーストームアタック 화이야 스토무 아탓쿠[*])과 크로스 혼을 전개시켜 에너지를 충전해 점프, 양발을 목표물에 힘껏 내지르는 라이더 슛 (일본어: ライダーシュート 라이다 슈토[*])이다.

## 버닝 폼
버닝 폼(영어: Burning form, 일본어: バーニングフォーム 바닝구 호무[*])은 쇼이치가 물의 엘 로드에 대한 공포를 극복했을 때 각성된 아기토의 진화 형태이다. 일명 "크게 타오르는 업화의 전사"(일본어: 燃え盛る業炎の戦士 모에사카루 고엔노 센시[*])라고도 한다. 붉은색을 띄고 있다. 온 몸이 용암처럼 붉고 뜨거우며, 폭발적인 파워를 발휘한다. 상반신이 비약적으로 강화되어 강력한 펀치력을 가지고 있다. 모든 폼 중 강력한 위력을 가지고 있지만, 스피드나 순발력, 도약력 등은 다른 폼들보다 크게 뒤떨어진다. 또 불안정한 폭주의 위험성도 가지고 있는 폼으로, 실제로 스페셜판 "새로운 변신"에서 폭주하기도 하였다. 벨트의 중심에서 꺼내는 "샤이닝 칼리버"(일본어: シャイニングカリバ 샤이닝구 카리바[*])를 무기로 사용하며, 칼날을 닫은 에마주 모드와 칼날을 전개한 싱글 모드의 상태로 변환할 수 있다. 필살기는 불꽃의 힘을 담은 샤이닝 칼리버의 싱글 모드로 적을 일도양당하는 "버닝 봄버"(일본어: バーニングボンバー 바닝구 본바[*])와 불꽃을 담아 주먹을 날리는 "버닝 라이더 펀치"(일본어: バーニングライダーパンチ 바닝구 라이다 판치[*])이다.

## 샤이닝 폼
샤이닝 폼(영어: Shining form, 일본어: シャイニングフォーム 샤이닝구 폼[*])은 버닝 폼 상태에서 태양의 빛을 쬐어 발현한 아기토의 최종 형태이다. 일명 "광휘에의 각성"(일본어: 光輝への目覚め 코키에노 메자메[*])이라고도 한다. 붉은 색과 은색을 같이 띄고 있다. 버닝 폼의 외피가 갈라져 그 속에서 탄생했다. 가슴 부분과 팔 이외에는 버닝 폼과 같은 형태이다. 위력과 방어력은 버닝 폼에 비해 뒤떨어지지만, 다리의 힘이 강해져 스피드, 점프력, 킥력은 모든 폼 중 가장 강력하다. 버닝 폼과 같이 샤이닝 칼리버를 무기로 사용하며, 싱글 모드의 칼날을 두 개로 나누어 사용한다. 보통은 버닝 폼의 상태로 태양의 빛을 쬐어야만 하지만 최종화에서는 벨트를 통해 직접 변신한다. 필살기는 두 개의 샤이닝 칼리버로 목표물을 재빠르게 베는 샤이닝 크래시(일본어: シャイニングクラッシュ 샤이닝구 크랏슈[*])와 아기토의 눈 앞에 6개의 뿔을 본뜬 에너지를 발생시켜, 그것을 빠져나가면서 동시에 뛰어올라 목표물에 발을 내지르는 샤이닝 라이더 킥(일본어: シャイニングライダーキック 샤이닝구 라이다 킷쿠[*]), 샤이닝 라이더 킥의 강화형으로 6개의 뿔을 본뜬 에너지를 두개 발생시켜 목표물을 향해 발을 내지르는 강화 샤이닝 라이더 킥(일본어: 強化シャイニングライダーキック 쿄카 샤이닝구 라이다 킷쿠[*])이 있다.